# بروس اینکانگو
بروس اینکانگو (انگلیسی: Bruce Inkango؛ زادهٔ ۱۸ مهٔ ۱۹۸۴) بازیکن فوتبال اهل فرانسه است.
از باشگاه‌هایی که در آن بازی کرده‌است می‌توان به باشگاه فوتبال آنژه، باشگاه فوتبال کن، باشگاه فوتبال دنیزلی اسپور، باشگاه فوتبال گیلینگام، و باشگاه فوتبال ستاره سرخ اشاره کرد.